# Великодорізька сільська рада
Великодорі́зька сільська́ ра́да — адміністративно-територіальна одиниця та орган місцевого самоврядування в Ніжинському районі Чернігівської області. Адміністративний центр — село Велика Дорога.

## Загальні відомості
Великодорізька сільська рада утворена у 1924 році.
- Територія ради: 32,75 км²
- Населення ради: 808 осіб (станом на 2001 рік)

## Населені пункти
Сільській раді були підпорядковані населені пункти:
- с. Велика Дорога
- с. Калинівка
- с. Кравчиха

## Склад ради
Рада складалася з 12 депутатів та голови.
- Голова ради: Подолянко Катерина Іванівна
- Секретар ради: Руденко Наталія Миколаївна

### Керівний склад попередніх скликань
| Прізвище, ім'я, по батькові | Основні відомості                                                         | Дата обрання | Дата звільнення |
| --------------------------- | ------------------------------------------------------------------------- | ------------ | --------------- |
| Подолянко Катерина Іванівна | Сільський голова, 1960 року народження, освіта вища, член Народної партії | 26.03.2006   | 31.10.2010      |
| Подолянко Катерина Іванівна | Сільський голова, 1960 року народження, освіта вища, член Партії регіонів | 31.10.2010   |                 |

Примітка: таблиця складена за даними сайту Верховної Ради України

### Депутати
За результатами місцевих виборів 2010 року депутатами ради стали:

#### За суб'єктами висування
| Суб'єкт висування | Кількість обраних депутатів | %   |
| ----------------- | --------------------------- | --- |
| Самовисування     | 12                          | 100 |

#### За округами
| № округу | Прізвище, ім'я, по батькові | Дата визнання обраним | Освіта  | Партійна приналежність                        | Відомості про обраного депутата                                    |
| -------- | --------------------------- | --------------------- | ------- | --------------------------------------------- | ------------------------------------------------------------------ |
| 1        | Плодієнко Олег Миколайович  | 06.11.2010            | середня | позапартійний                                 | сільське фермерське господарство «Агріатік», охоронець             |
| 2        | Кулініч Ганна Григорівна    | 06.11.2010            | середня | позапартійна                                  | пенсіонер                                                          |
| 3        | Полуда Валентина Василівна  | 06.11.2010            | вища    | позапартійна                                  | Великодорізька загальноосвітня школа І-ІІ ст., директор            |
| 4        | Коваль Ольга Петрівна       | 06.11.2010            | вища    | член Партії регіонів                          | Великодорізький філіал № 31 відділу культури, бібліотекар          |
| 5        | Красний Анатолій Михайлович | 06.11.2010            | середня | позапартійний                                 | приватне підприємство, приватний підприємець                       |
| 6        | Чуб Любов Григорівна        | 06.11.2010            | середня | позапартійна                                  | Великодорізьке відділення зв'язку, завідувачка                     |
| 7        | Гах Тетяна Василівна        | 06.11.2010            | середня | позапартійна                                  | Великодорізьке відділення зв'язку, листоноша                       |
| 8        | Шешель Людмила Вікторівна   | 06.11.2010            | середня | член Всеукраїнського об'єднання «Батьківщина» | Великодорізька сільська рада, секретар                             |
| 9        | Руденко Наталія Миколаївна  | 06.11.2010            | середня | позапартійна                                  | Великодорізька загальноосвітня школа І-ІІ ст., технічний працівник |
| 10       | Кулинко Надія Іванівна      | 06.11.2010            | середня | позапартійна                                  | пенсіонер                                                          |
| 11       | Фурса Зоя Іванівна          | 06.11.2010            | середня | позапартійна                                  | пенсіонер                                                          |
| 12       | Перевера Тетяна Василівна   | 06.11.2010            | середня | позапартійна                                  | Ніжинська управління соціального захисту, соціальний працівник     |